# Hrabstwo Carroll (Georgia)

Piramida wieku hrabstwa

Hrabstwo Carroll (ang. Carroll County) – hrabstwo w stanie Georgia w Stanach Zjednoczonych. Należy do obszaru metropolitalnego Atlanty.

## Geografia
Według spisu z 2000 obszar całkowity hrabstwa obejmuje powierzchnię 503,83 mil2 (1304,91 km²), z czego 498,93 mil2 (1292,22 km²) stanowią lądy, a 4,89 mil2 (12,67 km²) stanowią wody. Według szacunków United States Census Bureau w roku 2009 miało 114 778 mieszkańców. Jego siedzibą administracyjną jest Carrollton.

### Sąsiednie hrabstwa
- Hrabstwo Paulding (północ)
- Hrabstwo Douglas (wschód)
- Hrabstwo Fulton (wschód)
- Hrabstwo Coweta (południowy wschód)
- Hrabstwo Heard (południe)
- Hrabstwo Randolph, Alabama (południowy zachód)
- Hrabstwo Cleburne, Alabama (zachód)
- Hrabstwo Haralson, Alabama (północny zachód)

### Miejscowości
- Bowdon
- Bremen
- Carrollton
- Mount Zion
- Roopville
- Temple
- Villa Rica
- Whitesburg

## Demografia
Według spisu w 2020 roku liczy 119,1 tys. mieszkańców, co oznacza wzrost o 7,8% od poprzedniego spisu z roku 2010. Według danych z 2020 roku, 73,4% populacji stanowili biali (69,5% nie licząc Latynosów), następnie 19,6% to byli czarnoskórzy lub Afroamerykanie, 2,9% było rasy mieszanej, 0,8% Azjaci, 0,8% to rdzenna ludność Ameryki i 0,05% pochodziło z wysp Pacyfiku. Latynosi stanowili 7,0% populacji.
Do największych grup należały osoby pochodzenia „amerykańskiego” (27,6%), afroamerykańskiego, angielskiego (8,9%), irlandzkiego (7,3%) i niemieckiego (5,8%).

## Religia
W 2020 roku trzy największe denominacje w hrabstwie, to: Południowa Konwencja Baptystów (25 tys. członków), Kościół katolicki (7,9 tys.) i Zjednoczony Kościół Metodystyczny (6,4 tys.). Lokalne bezdenominacyjne zbory ewangelikalne zrzeszały 11,4 tys. członków w 30 zborach. Inne większe grupy w hrabstwie, to kolejno: zielonoświątkowcy (ok. 5 tys.), campbellici (2,8 tys.), inni baptyści (1,2 tys.), świadkowie Jehowy (1,2 tys.) i mormoni (1 tys.).

## Polityka
W wyborach prezydenckich w 2020 roku, 68,8% głosów otrzymał Donald Trump i 29,8% przypadło dla Joe Bidena.